# J. C. Chandor
Jeffrey McDonald Chandor, dit J. C. Chandor, né à Morristown (New Jersey) le 24 novembre 1973, est un réalisateur et scénariste américain, notamment connu pour Margin Call (2011) et All Is Lost (2013).

## Biographie
J. C. Chandor grandit dans la communauté de Basking Ridge de Bernardsville, au New Jersey.
Il est le fils de Marie Chandor, née McDonald, et Jeff Chandor, un banquier d'affaires. Après avoir été diplômé en 1992 de la Ridge High School Bernards Township, il passe un master en 1996 à  l'université de Wooster dans l'Ohio. Au cours de ces années, il réalise des publicités.
Chandor fait ses débuts au cinéma en 2011 avec le drame Margin Call qui lui vaut une nomination pour l'Oscar du meilleur scénario original lors de la 84e cérémonie des Oscars. Ce premier film est un succès critique et financier.
Son deuxième long métrage, le film de survie All Is Lost, est projeté hors compétition au Festival de Cannes 2013 et reçoit des critiques élogieuses, surtout pour la performance solo de Robert Redford.
En 2014, il dirige Oscar Isaac et Jessica Chastain dans le thriller A Most Violent Year. Le film reçoit un accueil positif mais est un terrible échec commercial à cause d'une sortie très limitée aux États-Unis.
Chandor commence sa carrière de producteur en 2018 avec Les As de l'arnaque, une comédie avec Uma Thurman et Tim Roth. Mais le film n’obtient pas de succès et reçoit des critiques désastreuses.
Un an plus tard, il revient en tant que réalisateur avec le film d'action Triple Frontière. Celui-ci connaît une sortie limitée aux États-Unis, puis est diffusé mondialement sur Netflix. Il reçoit des critiques généralement favorables.
En 2021, Chandor est annoncé à la réalisation d'un film de super-héros pour Sony. Celui-ci est centré sur  Kraven le chasseur, un super-vilain interprété par Aaron Taylor-Johnson. À sa sortie en 2024, Kraven the Hunter reçoit des critiques négatives. C'est aussi un un échec commercial qui marque la fin de la franchise Sony's Spider-Man Universe.
Chandor dirige la société de production CounterNarrative Films avec les producteurs Neal Dodson et Anna Gerb.

## Filmographie
Sauf indication contraire, les informations mentionnées dans cette section peuvent être confirmées par la base de données cinématographiques IMDb,  présente dans la section « Liens externes ».

### Réalisateur
- 2011 : Margin Call
- 2013 : All Is Lost
- 2014 : A Most Violent Year
- 2019 : Triple Frontière (Triple Frontier)
- 2024 : Kraven the Hunter

### Scénariste
- 2011 : Margin Call de lui-même
- 2013 : All Is Lost de lui-même
- 2014 : A Most Violent Year de lui-même
- 2019 : Triple Frontière (Triple Frontier) de lui-même

### Producteur
- 2018 : Les As de l'arnaque (The Con Is On) de James Oakley (en)

## Distinctions

### Récompenses
Margin Call
- New York Film Critics Circle Awards 2011 :
  - Meilleur premier film
- National Board of Review Awards 2011 :
  - Meilleur premier film
- San Francisco Film Critics Circle Awards 2011 :
  - Meilleur scénario original
- Independent Spirit Awards 2012 :
  - Meilleur premier film
  - Prix Robert-Altman
- Australian Academy of Cinema and Television Arts Awards 2012 :
  - Meilleur scénario

All Is Lost
- Festival du cinéma américain de Deauville 2013 :
  - Prix du Jury

### Nominations et sélections
Margin Call
- Festival de Berlin 2011 :
  - sélection officielle
- Boston Society of Film Critics Awards 2011 :
  - Réalisateur le plus prometteur
- Indiana Film Journalists Association Awards 2011 :
  - Meilleur scénario original
- Chicago Film Critics Association Awards 2011 :
  - Réalisateur le plus prometteur
- Australian Academy of Cinema and Television Arts Awards 2012 :
  - Meilleur réalisateur
- Independent Spirit Awards 2012 :
  - Meilleur premier scénario
- Oscars 2012 :
  - Meilleur scénario original

All Is Lost
- Festival de Cannes 2013 :
  - Sélection hors compétition
- Independent Spirit Awards 2014 :
  - Meilleur réalisateur
- Phoenix Film Critics Society Awards 2014 :
  - Meilleur scénario original

A Most Violent Year
- San Francisco Film Critics Circle Awards 2014 :
  - Meilleur scénario original
- Central Ohio Film Critics Association Awards 2015 :
  - Meilleur scénario original
- Independent Spirit Awards 2015 :
  - Meilleur scénario